# LeTourneau L-2350
LeTourneau L-2350 – największa obecnie ładowarka kołowa na świecie, produkowana przez LeTourneau Technologies Inc. z siedzibą w Longview (Teksas) w USA. Ładowarka nie znajduje się w produkcji seryjnej, ale jest montowana na zamówienia indywidualnych firm. W kopalniach odkrywkowych służy przy obsłudze najcięższych wozideł technologicznych. Jednorazowo jest w stanie przetransportować do 75 ton urobku.

## Podstawowe dane
Długość całkowita :  20,9 m
Szerokość :  7,58 m
Wysokość :  6,45 m
Pojemność łyżki :  40,5 m³
Ciężar roboczy :  265 ton
Moc użyteczna :  1715 kW (2300 KM)